# Alchemilla plicatula
Alchemilla plicatula é uma espécie de rosácea do gênero Alchemilla, pertencente à família Rosaceae.